# Marchetus de Padua
Marchetus de Padua, auch Marchus, Marchettus oder Marcheto, war ein italienischer Musiktheoretiker und eventuell Komponist des 14. Jahrhunderts. Er ist Verfasser der zwei überlieferten Musiktraktate Lucidarium in arte musicae planae und Pomerium in arte musicae mensuratae.

## Leben
Über seine Biographie ist nur wenig bekannt. Es ist belegt, dass ein Marchetus im Jahr 1305 Lehrer bei der Kathedrale von Padua wurde und das Amt noch im Juli 1306 innehatte. Um die Mitte des Jahres 1307 habe er Einnahmen aus einer Pfründe der Kathedrale gestiftet. Gegen die musiktheoretischen Ansichten von Marchestus hat der Musiktheoretiker Johannes Gallicus in anhaltender Weise polemisiert.

## Werk

### Lucidarium in arte musicae planae
Diese Schrift wurde in den Jahren 1317 und 1318 verfasst. Wörtlich übersetzt bedeutet ihr Titel: Erklärung der Kunst der einfachen Musik (Gregorianik).
Ein bemerkenswerter Ansatz dieses Werks ist, dass Marchetus den pythagoräischen Ganzton (Zahlenverhältnis 9:8) in fünf Teile teilt.
Folgende Namen verwendet er für die vier dadurch entstehenden Intervalle:
| Bezeichnung            | Verhältnis zum Ganzton |
| ---------------------- | ---------------------- |
| Diesis                 | 1/5                    |
| Semitonium Enarmonicum | 2/5                    |
| Semitonium Diatonicum  | 3/5                    |
| Semitonium Cromaticum  | 4/5                    |

In verschiedenen Musikarten sollen unterschiedlich große Halbtöne verwendet werden können. In der liturgischen Einstimmigkeit jedoch wird nur das Semitonium Enarmonicum verwendet, was dem üblichen kleinen Halbton entspricht.

### Pomerium in arte musicae mensuratae
Dieses Traktat entstand kurz nach Ersterem, spätestens aber im Jahre 1319.
Die Übersetzung des Titels bedeutet: Obstgarten der Kunst der Mensuralmusik.
In dieser Schrift wird zum ersten Mal in der Geschichte ein mensurales System beschrieben, das erlaubt, Breven sowohl binär (durch 2) als auch ternär (durch 3) in Semibreven zu unterteilen.
Breven können ebenfalls durch Vielfache von 2 oder 3 geteilt werden:
- im Tempus Perfectum etwa zwischen drei und 12 Semibreven
- im Tempus Imperfectum dagegen zwischen zwei und acht Semibreven

Um unterschiedliche Längen der Semibreven zu differenzieren, werden Hälse verwendet.
Generell gilt bei einer Übertragung in moderne Notation, dass pro Breviseinheit ein Takt geschrieben wird.
Die verwendete Teilungsstufe wird häufig durch die Anfangsbuchstaben in Punkten notiert. Beispiele:
- .q. für Quaternaria (Vierteilung)
- .t. für Ternaria (Dreiteilung)
- .i. für Senaria imperfecta (imperfekte Sechsteilung)
- .p. für Senaria perfecta (perfekte Sechsteilung)

Die Sechsteilung kann auf zwei verschiedene Arten erfolgen. Die Senaria imperfecta geht von einer Binaria - Division (Zweiteilung) in einer ersten Ebene aus, während die Senaria perfecta hier von einer Dreiteilung ausgeht. So werden diese zwei Semibreven in der Senaria Imperfecta in je drei Minimen aufgeteilt, während bei der Senaria perfecta die drei Semibreven in je zwei Minimen geteilt werden.